# Бойня на «Зонге»

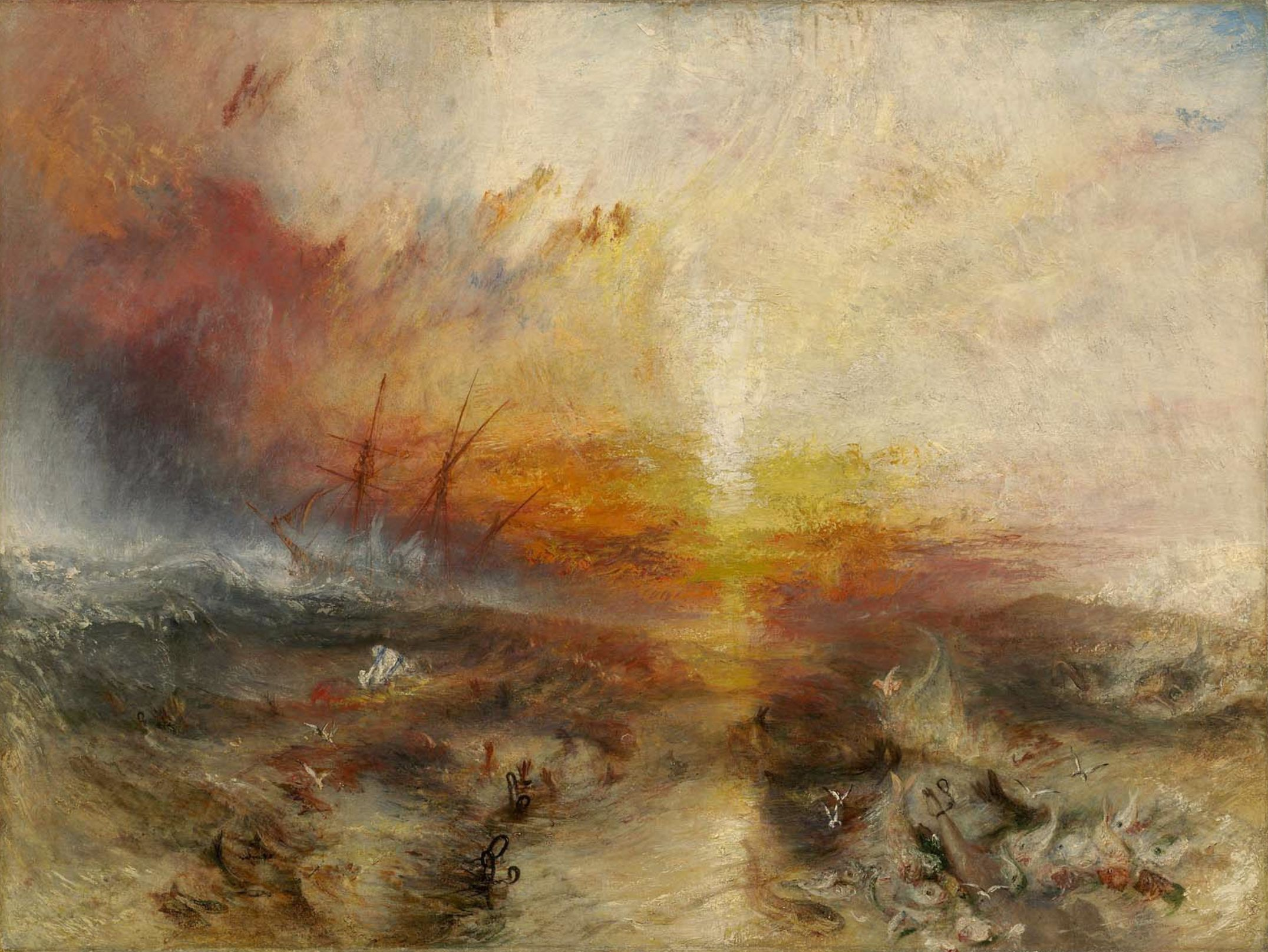
«Невольничье судно» (1840) — картина Уильяма Тёрнера, написанная под впечатлением событий на «Зонге»

Бойня на «Зо́нге» (англ. Zong massacre) — убийство около 140 рабов-африканцев, совершённое экипажем британского невольничьего судна «Зонг» во время плавания из Аккры на Ямайку в конце ноября — начале декабря 1781 года. Когда на судне, сбившемся с курса из-за навигационной ошибки, как утверждал первый помощник капитана, иссяк запас пресной воды, члены судовой команды в течение нескольких дней утопили часть рабов, выбросив их связанными за борт. По окончании рейса владелец «Зонга» — ливерпульский работорговый синдикат, заранее застраховавший жизни перевозимых на судне рабов, потребовал у страховой компании покрытия убытков, понесённых фирмой из-за «гибели товара в море». Отказ страховщика возместить ущерб привёл к серии судебных слушаний, по результатам которых было решено, что в определённых обстоятельствах умерщвление рабов может считаться законным, и страховая компания обязана выплатить клиенту-работорговцу страховое возмещение за их смерть.
Тяжба работоргового синдиката со страховой компанией привлекла внимание известного британского аболициониста Грэнвилла Шарпа, попытавшегося возбудить судебный процесс по обвинению экипажа «Зонга» в преднамеренном убийстве. Общественное возмущение, вызванное расправой на «Зонге», способствовало росту аболиционистского движения в Великобритании и за её пределами.
Событиям на «Зонге» посвящён ряд произведений литературы и искусства, в том числе картина выдающегося британского живописца-романтика Уильяма Тёрнера «Невольничье судно» (1840).

## Судно

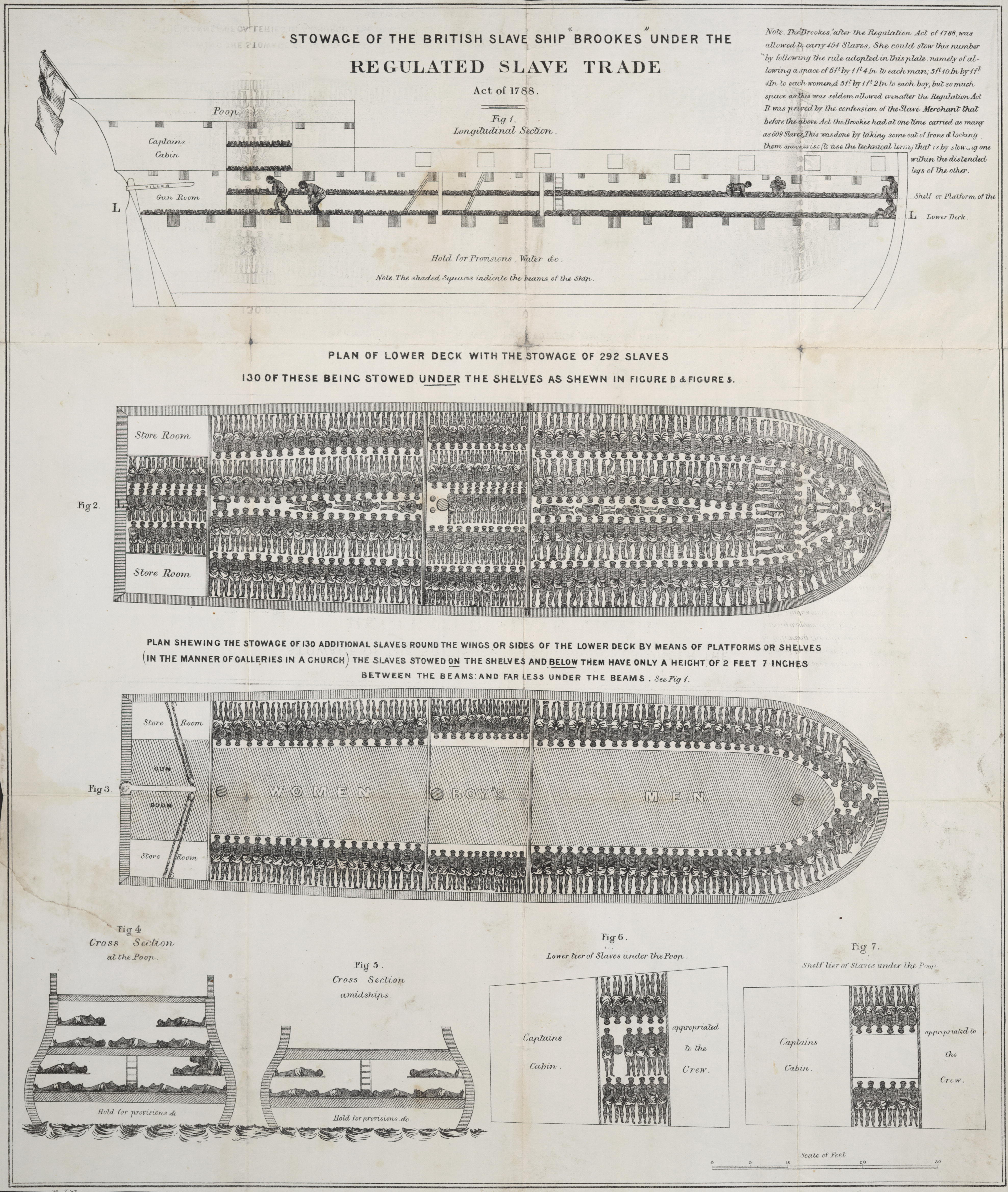
План невольничьего судна Brookes, вместимостью в 454 рабов. До принятия акта о торговле рабами 1788, судно Brookes перевозило по 609 рабов и имело 267 тонн груза, по 2,3 рабов на тонну. Судно Zong перевозило 442 рабов и имело 110 тонн груза, по 4,0 рабов на тонну.

Судно «Зонг» сначала носило название «Зорг» (голл. осторожность), данное собственниками — Middelburgsche Commercie Compagnie. «Зорг», имевший порт приписки в Мидделбурге, плавал в качестве невольничьего судна, и в 1777 году совершил успешное плавание на побережье Суринама. «Зорг» представлял собой так называемое «судно с квадратной кормой» грузоподъёмностью в 110 тонн (согласно традиционному способу обмера). 10 февраля 1781 года судно было захвачено британским 16-пушечным кораблём Alert. 26 февраля Alert и его трофей «Зорг» прибыли к замку Кейп-Кост на побережье современной Ганы.
В начале марта 1781 года судно было приобретено владельцем судна William от лица синдиката ливерпульских торговцев. Синдикат составляли Эдвард Уилсон, Джордж Кейс, Джеймс Эспнелл, Уильям, Джеймс и Джон Грегсоны. С 1747 по 1780 годы Уильям Грегсон получил доход от 50 плаваний за невольниками и в 1762 году занимал пост мэра Лондона. К концу его жизни на борту кораблей, в которых он имел долю, был перевезён 58 201 невольник из Африки.
Сначала командиром «Зонга» был Люк Коллингвуд, бывший хирургом на судне William. У Коллингвуда не хватало опыта в навигации и командовании, он был корабельным хирургом, принимавшим участие в отборе невольников при покупке в Африке; было известно, что те, кого отвергнут, будут убиты. Порой эти убийства происходили в присутствии хирурга. Возможно, что Коллингвуд уже присутствовал при массовом убийстве невольников, и, согласно комментариям историка Джереми Криклера, это могло подготовить его психологически к участию в резне, происшедшей на борту «Зонга». Первым помощником Коллингвуда был Джеймс Келсалл, также служивший на «Уильяме». Единственный пассажир на борту Роберт Стаббс был губернатором Анобаму, британского укрепления близ замка Кейп-Кост, ему пришлось оставить свой пост спустя девять месяцев после плавания. В заявлениях свидетелей, собранных Африканским комитетом, содержались обвинения в том, что он был полуграмотным пьяницей, плохо управлявшим работорговлей форта.
Экипаж «Зонга» после отплытия из Африки состоял из 17 человек, этого было совершенно недостаточно для поддержания достаточных санитарных условий на борту судна. Наём моряков в Британии представлял трудности ввиду опасностей заражения и бунта рабов, тем более наём для экипажа голландского судна, захваченного у берегов Африки. «Зонг» управлялся уцелевшими моряками из первоначального голландского экипажа, экипажем «Уильяма» и безработными моряками из поселений вдоль африканского побережья.

## Бойня

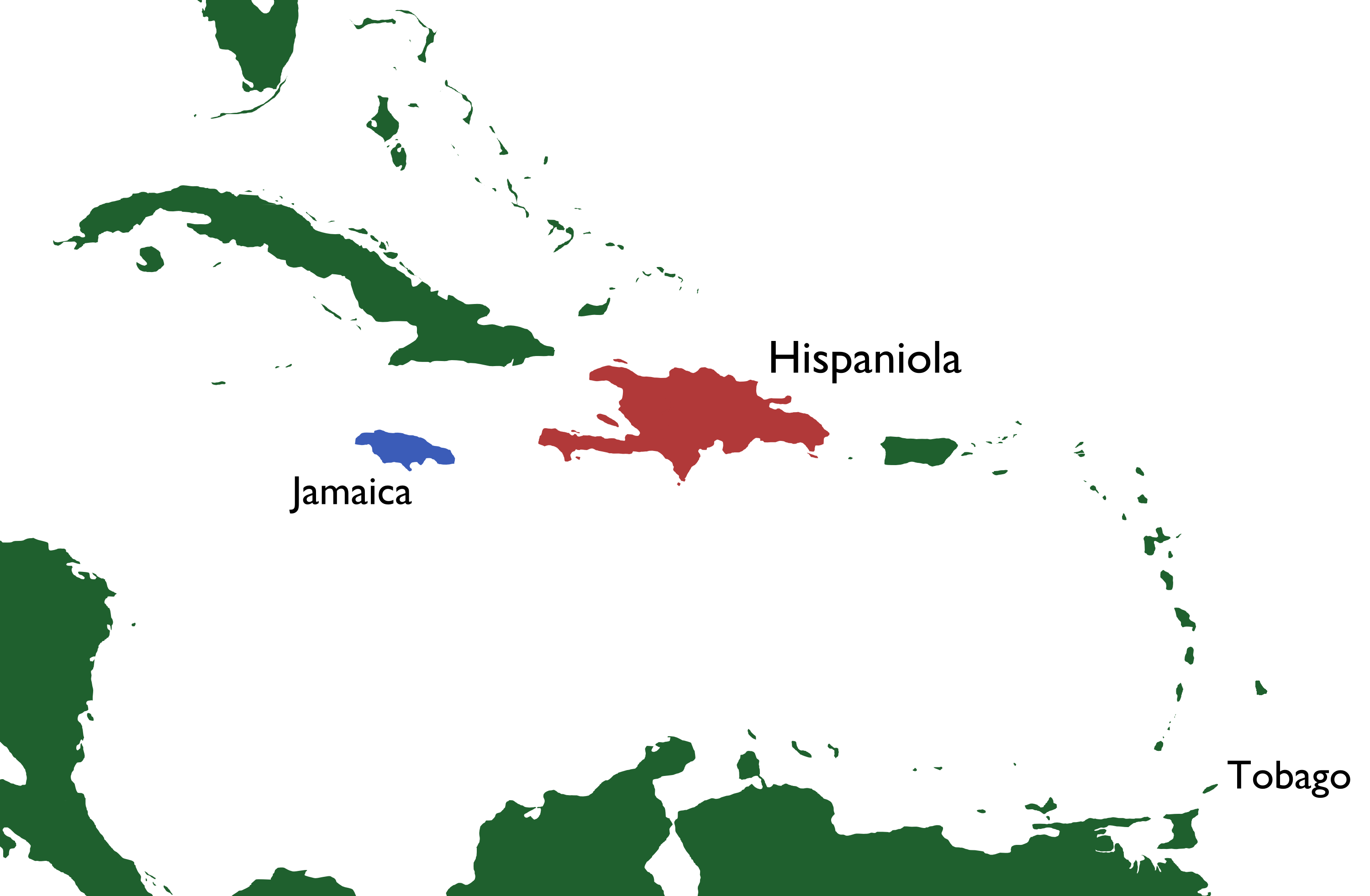
Карта Карибского моря, показывающая острова Тобаго, Испаньола (выделено красным) и Ямайку (синий цвет)

27-28 ноября на расстоянии 50 км был замечен остров Ямайка, однако команда приняла его за остров Гаити, на котором в то время находилась французская колония Сан-Доминго. «Зонг» пошёл дальше, держась курса на запад, оставив Ямайку позади. Ошибка обнаружилась, когда Ямайка была уже в 480 км с подветренной стороны.
К этому времени из-за переполнения, недоедания, несчастных случаев и болезней на судне уже умерли несколько матросов и приблизительно 62 африканских раба. Джеймс Керсалл позднее заявил, что после обнаружения навигационной ошибки на судне осталось воды только на 4 дня, а Ямайка была ещё в 10-13 днях плавания.
Если бы рабы умерли на берегу, то ливерпульские судовладельцы не получили бы страхового возмещения. Аналогично, если бы рабы умерли «естественной смертью» (термин того времени), находясь в море, то страховку также бы не выплатили. Но если бы часть рабов выбросили за борт с целью спасти оставшуюся часть «груза», то имел бы место страховой случай согласно доводу общей аварии. Страховые выплаты составили бы 30 фунтов за каждого раба.
29 ноября экипаж собрался, чтобы обсудить предложение о выброске части рабов за борт. Джеймс Келсалл позднее заявлял, что сначала он высказал несогласие с планом, но вскоре моряки пришли к единодушному согласию. 29 ноября 54 женщин и детей были выброшены через окна кают в море. 1 декабря за борт были выброшены 42 раба мужского пола. В течение нескольких последующих дней в море отправились ещё 36 рабов. Ещё десять рабов выбросились сами, чтобы бросить вызов бесчеловечному поведению работорговцев. Услышав крики жертв, бросаемых в море, один из рабов обратился с просьбой к команде, что все оставшиеся африканцы откажутся полностью от пищи и воды, чтобы не быть брошенными за борт. Просьба была проигнорирована экипажем. В отчёте суда королевской скамьи содержится информация, что один из рабов пытался вскарабкаться обратно на судно.
Впоследствии заявлялось, что рабы были выброшены за борт, поскольку на судне не было достаточного количества воды, чтобы сохранить жизни всем рабам в течение всего остатка плавания. Это заявление было оспорено, поскольку по прибытии на Ямайку 22 декабря на корабле оставалось 420 имперских галлонов (1900 л) воды. В письменном показании под присягой, составленным Келсаллом, докладывалось, что 1 декабря, когда были убиты 42 раба, больше суток шли сильные дожди, благодаря чему было набрано 6 бочек воды — запас на 11 дней.
22 декабря «Зонг» прибыл на Ямайку в порт Блэк-Ривер. На борту судна находилось 208 рабов, меньше половины от общего числа отправившихся из Африки. Рабы были проданы по цене 36 фунтов за голову. Законность захвата «Зонга» у голландцев была подтверждена судом ямайского вице-адмиралтейства. Судно было переименовано в Richard of Jamaica. Люк Коллингвуд скончался спустя 3 дня по прибытии на Ямайку и, следовательно, не мог давать показания на последующем судопроизводстве 1783 года.

## Судебные процессы

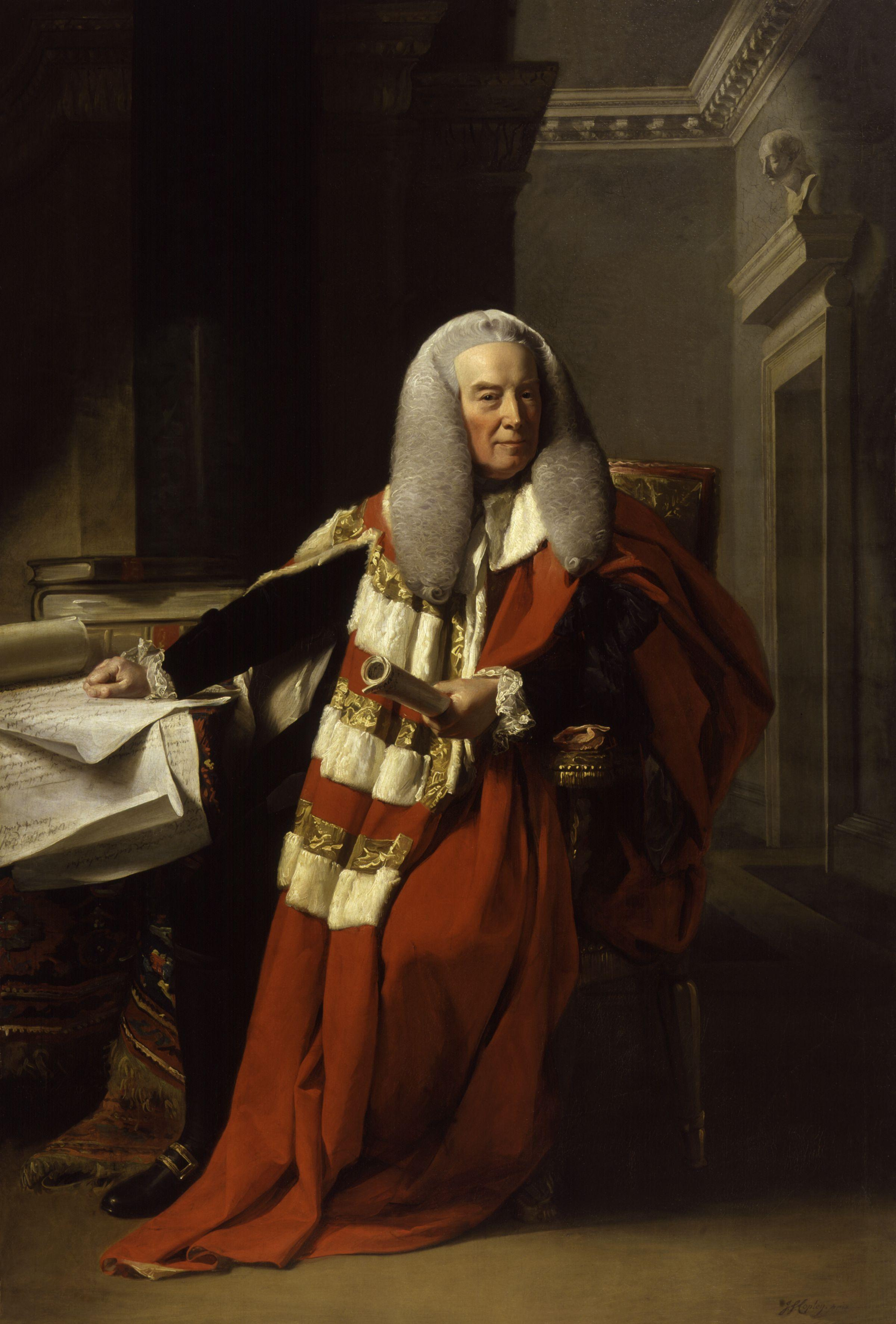
Уильям Мюррей, 1-й граф Мэнсфилд в своей мантии пэра

Когда новости о бойне на «Зонге» достигли Англии, собственники судна потребовали страховой выплаты ввиду потери рабов. Страховщики ответили отказом, дело перешло в суд. Бортовой журнал «Зонга» пропал до начала слушаний, а для судебного производства требовались все документальные свидетельства о резне. Страховщики заявили, что журнал был намеренно уничтожен, синдикат Грегсона отрицал это.
Почти все уцелевшие материалы подверглись сомнению. Два очевидца событий, давшие показания — Роберт Стаббс и Джеймс Келсалл, — хотели очистить свои имена от позора. Возможно, что число убитых рабов, количество воды, оставшееся на судне, и расстояние до Ямайки указаны неточно.

### Первый суд
Судебный процесс начался после отказа страховщиков выплатить компенсацию собственникам «Зонга». Суд начался 6 марта 1783 года в Гидхолле (Лондон). Надзор над судом присяжных осуществлял Уильям Мюррей, граф Мэнсфилд, лорд-судья Англии и Уэльса. До этого Мэнсфилд выступил судьёй на процессе Соммерсет против Стюарта в 1772 году, где поднимался вопрос о законности рабства в Англии.
Единственным свидетелем на первом суде был Роберт Стаббс, присяжные вынесли вердикт в пользу владельцев судна. 19 марта 1783 года вольноотпущенник Олауда Эквиано рассказал активисту Грэнвиллу Шарпу, выступавшему за отмену работорговли, о событиях, происшедших на борту «Зонга». На следующий день Шарп обратился за юридической консультацией о возможности уголовного преследования экипажа судна за убийство.

### Апелляция в Суд королевской скамьи
Страховщики подали апелляцию графу Мэнсфилду, чтобы отменить предыдущий вердикт и снова рассмотреть дело в суде. Слушание проводилось в Суде королевской скамьи в Вестминстер-холле 21-22 мая 1783 года в присутствии Мэнсфилда и двух других судей королевской скамьи: Булера и Уилса. Генеральный солиситор Джон Ли, как и ранее на суде в Гидхолле, выступил от лица собственников судна. Функцию секретаря выполнял Грэнвилл Шарп, он вёл письменную запись процесса.
Подводя итог вердикта, вынесенного на первом судебном процессе, Мэнсфилд объявил, что у жюри:

Нет сомнений (хотя это сначала и шокирует), что дело о рабах равносильно делу о лошадях, выброшенных за борт… Вопрос состоял в том, была ли абсолютная необходимость выбрасывать их за борт для того, чтобы сохранить остаток груза, и мнение жюри состояло в том …— 
Единственным свидетелем бойни на «Зонге», появившимся в Вестминстер-холле, был Роберт Стаббс, хотя у судей было и письменное заявление Джеймса Келсалла. Стаббс заявил, что существовала «абсолютная необходимость выбрасывания негров за борт», поскольку экипаж опасался, что все рабы перемрут, если часть их не выкинуть в море. Страховщики «Зонга» привели аргумент, что Коллингвуд сделал «просчёт и ошибку», проплыв мимо Ямайки, и, поскольку рабы были убиты, то их собственники могут требовать компенсацию. Они предположили, что Коллингвуд пошёл на убийство, поскольку не желал совершить первое плавание, находясь на посту капитана невольничьего судна, так как это было невыгодно. На это Джон Ли ответил, что невольники «погибли только как погиб груз товаров» и были выброшены за борт для блага судна. Юристы страховщиков ответили, что аргумент Ли никак не может оправдать гибель невинных людей и что действия экипажа «Зонга» были ничем иным, как убийством. По утверждению Джеймса Валвина, возможно, что Грэнвилл Шарп прямо повлиял на стратегию, применённую командой адвокатов страховщиков.

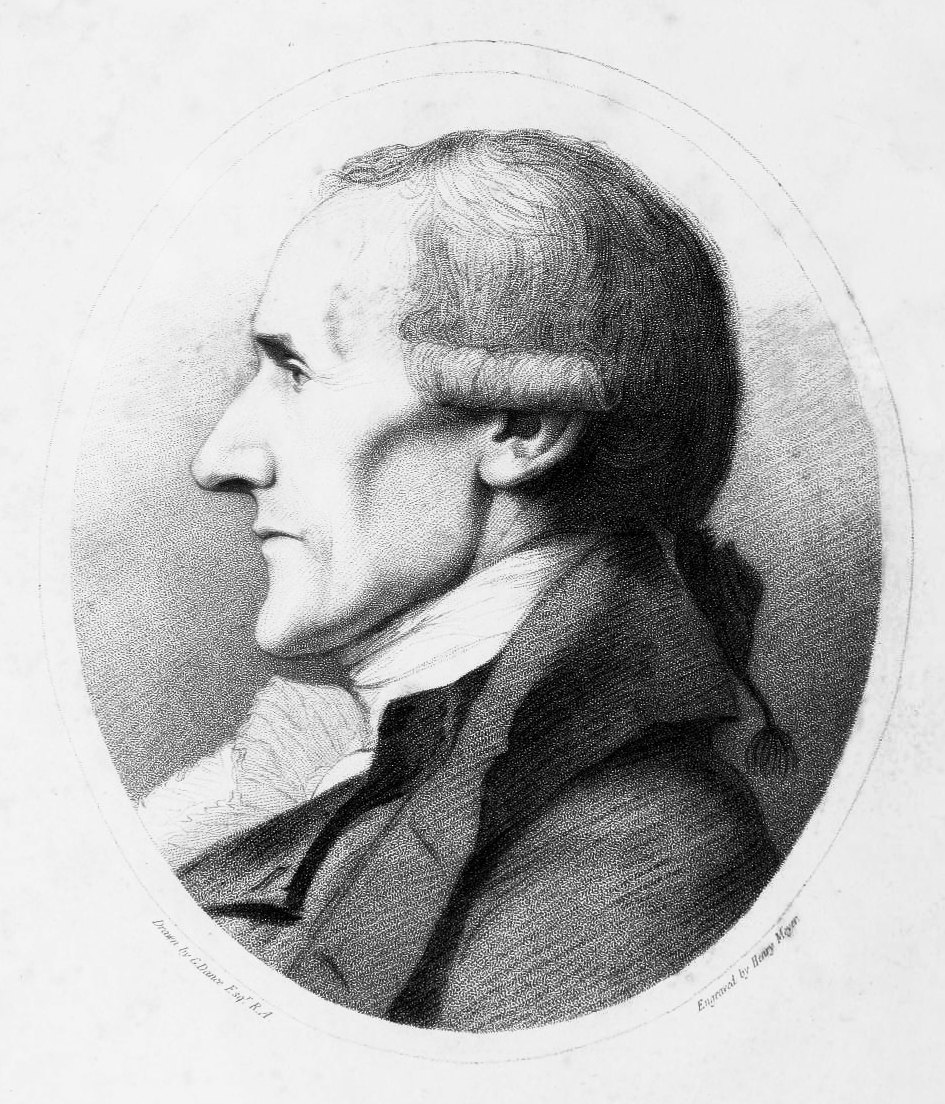
Грэнвилл Шарп, на рисунке Джорджа Дэнса

На слушании дела открылось, что во время серий убийств шли сильные дожди. Это обстоятельство побудило Мэнсфилда назначить новый суд, поскольку убийство невольников не могло быть оправдано необходимостью спасения судна и остатка его «груза» рабов из-за нехватки воды. Один из присутствующих судей также заявил, что доказательство, которое они услышали, аннулирует выводы жюри на первом суде, которому рассказали, что нехватка воды, возникшая в результате плохого состояния судна, была вызвана непредвиденными условиями плавания, а не ошибками, совершёнными капитаном. Мэнсфилд высказал заключение, что страховщики не могут нести ответственность за потери, вызванные ошибками, совершёнными экипажем «Зонга».
Неизвестно, был ли последующий суд. Несмотря на усилия Шарпа, никто не подвергся преследованию за убийство рабов. Последующие условия, внесённые в акты о торговле невольниками 1788 и 1804 годов, ограничили сферу действия страховщиков в договорах страхования невольничьего груза, признав утратившими законную силу фразы, обещавшие выплату страховки в случаях «всех прочих опасностей, потерь и несчастий». Похожая фраза в страховом договоре «Зонга» была освещена в Суде королевской скамьи представителями владельцев судна. Краткое изложение апелляции было опубликовано в судебных докладах, подготовленных на основе заметок Сильвестра Дугласа, барона Гленберви и других из манускриптов того времени, и также публиковалось в отчёте дела «Грегсон против Джилберта» (Gregson v Gilbert (1783) 3 Doug. KB 232).
Джереми Криклер считал, что Мэнсфилд хотел, чтобы коммерческий закон по-прежнему способствовал британской морской торговле, и, как следствие, поощрял принцип «общей аварии», даже если речь шла об убийстве людей. Согласно этому принципу, капитан, выбросивший за борт часть груза, чтобы спасти оставшуюся часть, мог потребовать возмещения своих потерь у страховщиков. Решение в пользу страховщиков сильно подорвало эту идею. Разоблачение факта, что до убийства шли сильные дожди, вынудило Мэнсфилда начать повторное разбирательство, в то же время он не подверг сомнению принцип «общей аварии». Он подчеркнул, что резня юридически оправдана и требование владельцев судна о страховой выплате имеет силу, поскольку нехватка воды не вызвана ошибками, совершёнными капитаном, однако он вынес решение в пользу страховой компании.
Криклер в своих комментариях утверждает, что Мэнсфилд проигнорировал решение своего предшественника Мэтью Хейла, что убийство невинных людей во имя самосохранения незаконно. Столетие спустя это решение сыграло важную роль при рассмотрении дела R v Dudley and Stephens, где рассматривалась законность актов убийства в море. Мэнсфилд также проигнорировал другой юридический принцип: что требование о страховой выплате не может иметь законную силу, если страховой случай наступил в результате незаконных действий.

## Влияние на аболиционистское движение
Грэнвилл Шарп начал кампанию для привлечения внимания к резне, посылая письма в газеты, лордам Адмиралтейства и премьер-министру Уильяму Кавендишу-Бентинку, герцогу Портлендскому. Ни премьер, ни адмиралтейство не послали ему ответа. Первый суд по делу «Зонга» нашёл отражение только в единственной лондонской газете. До 1787 года в печати появлялось очень мало информации о резне. Первый публичный отчёт о резне появился только в газетной статье в марте 1783 года, спустя почти 18 месяцев после резни.
Несмотря на эти неудачи, усилия Шарпа возымели некоторый успех. В апреле 1783 года он послал отчёт о бойне на «Зонге» квакеру Уильяму Дилвину, искавшему доказательства, угрожающие работорговле. На ежегодном лондонском митинге квакеров было принято решение начать кампанию против рабства. В июле 1783 года парламенту была представлена петиция, подписанная 273 квакерами. Шарп также посылал письма англиканским епископам, священнослужителям и симпатизирующим делу аболиционизма.
Первоначальное воздействие бойни на «Зонге» на общественное мнение было очень ограниченным, что, согласно заметкам историка аболиционизма Сеймура Дречера, стало вызовом для ранних аболиционистов. Но благодаря усилиям Шарпа тема бойни на «Зонге» стала важной темой аболиционистской литературы. Бойню обсуждали такие деятели аболиционистского движения, как Томас Клерксон, Оттоба Кугоано, Джеймс Рэмси и Джон Ньютон. В этих отчётах часто опускались имя капитана и название судна, что, по словам Сривидьи Сваминатхана, создало картину преступления, которое могло произойти на любом корабле, идущему по Среднему маршруту. Убийства на борту «Зонга» стали ярким примером ужасов работорговли, что способствовало росту аболиционистского движения в Британии, которое в конце 1780-х годов резко увеличило масштаб и влияние.
Описания бойни на «Зонге» продолжали появляться в аболиционистской литературе XIX века. В 1839 году Томас Кларксон опубликовал работу History of the Rise, Progress, and Accomplishment of the Abolition of the African Slave Trade, в которую был включён отчёт о бойне на «Зонге». Книга Кларксона оказала большое влияние на художника Уильяма Тернера, выставившего картину «Невольничий корабль» на летней выставке Королевской академии 1840 года. Картина отображает корабль, с которого брошены в море скованные невольники, которых пожирают акулы. На появление некоторых деталей картины, таких как кандалы на невольниках, повлияли иллюстрации книги Кларксона. Картина появилась в важный момент для движения за отмену рабства во всём мире. Выставка Королевской академии была открыта всего за месяц до первой всемирной конвенции по отмене рабства, прошедшей в Лондоне. Картиной восхищались её собственники и критик Джон Рёскин. Критик Маркус Вуд назвал картину одним из немногих великих правдивых отображений африканской работорговли в искусстве Запада.

## Память

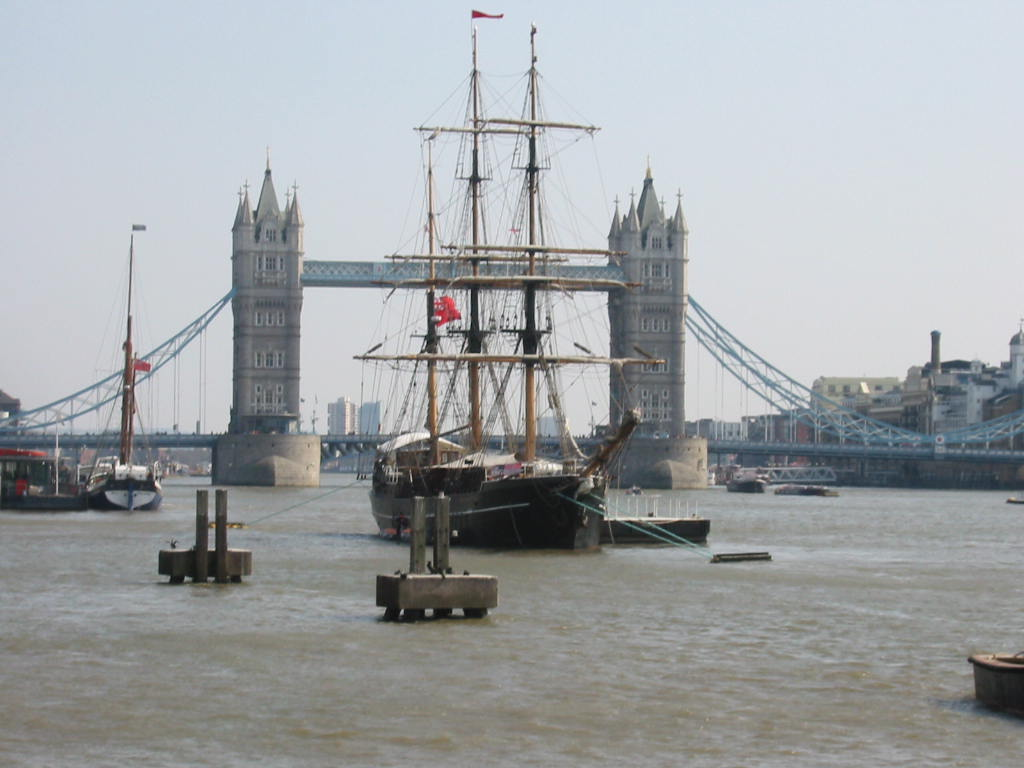
Парусный корабль «Каскелот (судно)», задекорированный под невольничье судно «Зонг», проходит по Темзе у Тауэрского моста во время празднование 200-летия отмены рабства в Великобритании. 2007

- В 2007 году на Блэк-ривер (Ямайка) у места, где причалил «Зонг», был установлен мемориальный камень.
- Парусный корабль, изображающий «Зонг» (стоивший 300 тыс. фунтов), был пришвартован у Тауэрского моста в марте 2007 года в ознаменование 200-летнего юбилея принятия Акта об отмене рабства 1807 года. На корабле были помещены отображения резни на «Зонге» и работорговли. Рядом с парусником стоял фрегат Королевского флота «Нортумберленд», на котором была устроена выставка, посвящённая участию Королевского флота в подавлении работорговли после 1807 года.

## В культуре

### В литературе
Бойня на «Зонге» послужила источником вдохновения для создания нескольких литературных произведений:
- Роман Фреда Д’Агюяра «Feeding the Ghosts» (1997) повествует об истории раба-африканца, выжившего после того, как его выбросили за борт «Зонга».
- Пьеса Маргарет Бэсби An African Cargo, поставленная театральной компанией Nitro на сцене Greenwich Theatre в 2007 году, описывает события бойни и суда 1783 года.
- Книга стихов канадской поэтессы М. НурбеСе Филип Zong! (2008) основана на событиях вокруг резни, в качестве источника использован отчёт о слушании дела в суде королевской скамьи.

### В кино
- Первая серия британского телесериала «Закон Гарроу» (2009) основана на событиях резни. Историк Уильям Гарроу не принимал участие в деле, и, так как капитан «Зонга» умер вскоре после прибытия на Ямайку, его появление на суде по обвинению в мошенничестве также является вымыслом.
- В британском фильме 2013 года «Белль», повествующем о жизни мулатки Дайду Элизабет Белль (1761—1804), история о бойне на «Зонге» и последующее судебное разбирательство фигурируют как второстепенная сюжетная линия.

## Комментарии
1. ↑  Точное количество убитых на «Зонге» неизвестно. По словам первого помощника капитана Джеймса Келсолла (англ. James Kelsall), «общее число утопленных составило не более 142»[2].